# Clematis pianmaensis
Clematis pianmaensis är en ranunkelväxtart som beskrevs av Wen Tsai Wang. Clematis pianmaensis ingår i släktet klematisar, och familjen ranunkelväxter. Inga underarter finns listade i Catalogue of Life.